# Phragmatobia latina
Phragmatobia latina är en fjärilsart som beskrevs av Turati 1909. Phragmatobia latina ingår i släktet Phragmatobia och familjen björnspinnare. Inga underarter finns listade i Catalogue of Life.